# Tamilština
Tamilština (தமிழ் Tamiḻ) je dravidský jazyk, který používají především Tamilové v Indii, na Srí Lance, v Malajsii, v Singapuru a menší společenství v řadě dalších států. Tamilština má mezi všemi drávidskými jazyky nejstarší dochovanou literaturu. V roce 1996 byla s více než 74 miliony mluvčích 8. nejrozšířenějším jazykem na světě. Je jedním z úředních jazyků v Indii, Singapuru, Malajsii a na Srí Lance.
Tamilská literární tradice trvá nepřetržitě již více než 2000 let. Existuje v ní značný rozdíl mezi mluveným a knižním jazykem, ale díky vysoké prestiži literárních památek se v mluveném jazyce dodnes uchovala řada prastarých výrazů a forem.

## Historie

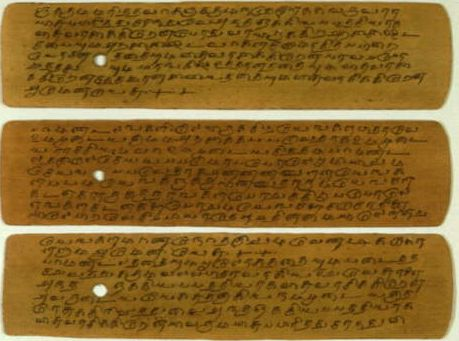
Sada rukopisů křesťanských modliteb v tamilštině z 15. či 16. století, zapsaných na palmových listech.

Přesný původ tamilštiny, jako i ostatních drávidských jazyků, neznáme, ale na rozdíl od indoevropských jazyků severní Indie (např. hindština, bengálština, pandžábština) nejsou drávidské jazyky příbuzné sanskrtu ani jazykům Evropy. Někteří autoři předpokládají, že nositelé Harappské kultury, jejichž písmo se dosud nepodařilo rozluštit, mluvili některým z drávidských nebo blízce příbuzných jazyků. Nejstarší literární díla v tamilštině, pocházející přibližně z 2. století př. n. l. v jižní Indii a na Srí Lance dochovala buď v podobě opsaných rukopisů na palmových listech, nebo ústní tradicí. Jejich přesná datace je obtížná a lze ji určit spíše z vnějších záznamů a vlastních lingvistických důkazů.

## Rozšíření
Tamilština je mateřským jazykem většiny obyvatel jihoindického státu Tamil Nádu a severní, východní a severovýchodní Srí Lanky. Jazyk používají též menšiny v jiných částech Indie a Srí Lanky, především v indických státech Karnátaka, Kérala a Maháráštra.
V současné době existují početné skupiny tamilsky hovořících potomků obyvatel těchto států v Singapuru, Malajsii, Jihoafrické republice a na Mauriciu. Mnozí z obyvatel Guyany, Fidži, Surinamu a Trinidadu a Tobaga jsou tamilského původu, ale jazyk ovládá jen málo z nich.
Skupiny novodobých emigrantů i ekonomických přistěhovalců, např. techniků, informatiků, lékařů a akademiků, ze Srí Lanky a Indie existují v Kanadě (zejména v Torontu), Austrálii, USA a většině západoevropských zemí.

## Právní postavení
Tamilština je úředním jazykem indického státu Tamil Nádu a unijních území Andaman a Nikobar a zároveň jedním z 23 ústavou uznaných úředních jazyků Indie. Tamilština je rovněž úředním jazykem Srí Lanky a Singapuru a ústava ji uznává v Jihoafrické republice, Malajsii a na Mauriciu.

## Písmo
Tamilština je fonetický jazyk a podléhá přesným pravidlům elize (vypouštění hlásek) a eufonie (zvukomalebnosti). V současnosti používané písmo se nejspíše vyvinulo z bráhmanského písma v období krále Ašóky. Pozdější variantou písma, zvanou grantha, se psaly tamilské i sanskrtské texty. Další úpravy písmo prodělalo po vynálezu knihtisku, zejména pak ve 20. století; jejich smyslem bylo především zjednodušení písmen pro tisk.

## Hláskosloví
Tamilská abeceda sestává z 12 samohlásek a 18 souhlásek. Jejich kombinací vzniká 216 složených písmen. Připočteme-li i zvláštní znak “aaytha ezutthu”, vznikne celkem 247 písmen.

## Mluvnice
Většinu tamilské gramatiky podrobně pojednala již nejstarší tamilská mluvnice, zvaná Tolkáppiyam. Současné tamilské písmo většinou vychází z gramatiky 13. století.
Stejně jako ostatní drávidské jazyky je tamilština jazyk aglutinační. Tamilská slova se tudíž skládají z lexikálního kořene, k němuž se připojují jednotlivé významové přípony a v menší míře i předpony. Přípony jsou odvozovací (mění slovní druh nebo význam slova) nebo ohýbací (označují mluvnické kategorie osoby, čísla, způsobu, času atd.). Délce či rozsahu aglutinace (rozšiřování slova) se nekladou žádné meze, takže mohou vznikat i velmi dlouhá slova, jimž v češtině může odpovídat celá řada slov nebo i celá věta.
Příklad:
```
Aasiriyar vakuppukkul nuzhainthaar.

Avar ulle nuzhainthavudan maanavarkal ezhunthanar.

Valavan mattum than arukil ninru kondiruntha maanavi kanimozhiyudan pesik kondirunthaan.

Naan avanai echarithen.
```

Což česky znamená:
```
Do třídy vstoupil učitel.

Jakmile vstoupil, studenti se postavili.

Pouze Valavan se bavil s
 
Kanimozhim, který stál vedle něho.

Řekl jsem mu, ať dává pozor.
```

## Příklady

### Číslovky
| Číslice | Tamilsky | Transliterace | Česky |
| ௧       | ஒன்று      | ōṉṟu          | jeden |
| ௨       | இரண்டு     | iraṇṭu        | dva   |
| ௩       | மூன்று      | mūṉṟu         | tři   |
| ௪       | நான்கு      | nāṉku         | čtyři |
| ௫       | ஐந்து      | aintu         | pět   |
| ௬       | ஆறு       | āṟu           | šest  |
| ௭       | ஏழு       | ēḻu           | sedm  |
| ௮       | எட்டு      | eṭṭu          | osm   |
| ௯       | ஒன்பது     | oṉpatu        | devět |
| ൰       | பத்து      | pattu         | deset |

## Vzorový text
Otče náš (modlitba Páně):
Paralōkattilirukkum eṅkaḷ, umatu peyar eṉṟeṉṟum puṉitamāyirukkap pirārttikkiṟōm.
Umatu irājyam varavum paralōkattil uḷḷatu pōlavē pūmyilum nīr
virumpiyavai ceyyappaṭavum pirārttikkiṟōm.
Ovvuru nāḷum eṇkaḷukkut tēvaiyāṉa uṇavai eṇkaḷukku aḷippīrākka.
Maṟṟavar ceyta tīmaikaḷai nāṅkaḷ maṉṉittatu pōlavē eṅkaḷ kuṟṟaṅkaḷaiyum maṉṉiyum.
Eṇkaḷaic cōtaṉaikku uṭpaṭap paṇṇāmal picāciṉiṭamiruntu kāppāṟṟum.

### Všeobecná deklarace lidských práv
| tamilsky    | மனிதப் பிறவியினர் சகலரும் சுதந்திரமாகவே பிறக்கின்றனர்; அவர்கள் மதிப்பிலும் உரிமைகளிலும் சமமானவர்கள். அவர்கள் நியாயத்தையும் மனசாட்சியையும் இயற்பண்பாகப் பெற்றவர்கள். அவர்கள் ஒருவருடனொருவர் சகோதர உணர்வுப் பாங்கில் நடந்துகொள்ளல் வேண்டும்.                                                                                          |
| transkripce | Maṉitap piṛaviyiṉar čakalarum čutantiramākavē piṛakkiṉṛaṉar; avarkaḷ matippilum urimaikaḷilum čamamāṉavarkaḷ. Avarkaḷ niyāyattaiyum maṉačāṭčiyaiyum iyaṛpaṇpākap peṛṛavarkaḷ. Avarkaḷ oruvaruṭaṉoruvar čakōtara uṇarvup pāṅkil naṭantukoḷḷal vēṇṭum. |
| česky       | Všichni lidé se rodí svobodní a sobě rovní co do důstojnosti a práv. Jsou nadáni rozumem a svědomím a mají spolu jednat v duchu bratrství. |